# Masullas
Masullas ist eine italienische Gemeinde (comune) mit 1000 Einwohnern (Stand 31. Dezember 2023) in der Provinz Oristano auf Sardinien. Die Gemeinde liegt etwa 28 Kilometer südsüdöstlich von Oristano am Parco Geominerario Storico ed Ambientale della Sardegna.

## Geschichte
Es wird angenommen, dass die Existenz eines Dorfes in der Gegend von Masullas bis in die  Nuraghenzeit zurückreicht.
1771 wurde das Rathaus errichtet.

## Denkmäler und Sehenswürdigkeiten
In Masullas gibt es vier Kirchen: die Kirche San Leonardo, die Kirche Santa Lucia, die Kirche Sa Gloriosa und die Kirche San Francesco mit angrenzendem Kloster.

## Kultur
In Masullas gibt es drei Museen:
- Geomuseo Monte Arci “Stefano Incani”:  es handelt sich um ein 2010 gegründetes Museum, das sich im Gebäude des ehemaligen Klosters der Kapuzinermönche befindet
- Museo dei Cavalieri delle colline:  geboren im Jahr 2013 erzählt die mittelalterliche Geschichte der Stadt Masullas. Es befindet sich am ersten Sitz der Gemeinde Masullas;
- Museo Aquilegia: es handelt sich um ein 2019 gegründetes Museum, früher befand es sich in Cagliari, heute befindet es sich im alten Hauptsitz des Rathauses der Gemeinde.

## Infrastruktur und Verkehr
Durch die Gemeinde führt die Strada statale 442 di Laconi e di Uras von Laconi nach Uras.